# José A. Baca
José A. Baca (* im San Miguel County, New Mexico; † Mai 1924 in Las Vegas, New Mexico) war ein US-amerikanischer Politiker spanisch-französischer Abstammung. Zwischen 1923 und 1924 fungierte er im Bundesstaat New Mexico als Vizegouverneur.

## Werdegang
José A. Baca wurde im 19. Jahrhundert im San Miguel County geboren. Er besuchte die Schulen seines County und später das Sacred Heart College in Denver (Colorado). Danach war er als Schafzüchter tätig. Ferner war er Direktor der People’s National Bank in Las Vegas. Er heiratete Marguerite Pendaries Baca. Sie war zwischen 1930 und 1934 Secretary of State of New Mexico. Das Paar besaß eine 2.000 Acre große Ferienranch bei Rociada.
Politisch gehörte er der Demokratischen Partei an. Er wurde 1922 zum Vizegouverneur von New Mexico gewählt – ein Posten, den er vom Januar 1923 bis zu seinem Tod im Mai 1924 innehatte. Baca hatte ein schwaches Herz. Nachdem er sich eine Erkältung zuzog, entwickelte sich diese zu einer Lungenentzündung, an der er letztendlich im Mai 1924 verstarb. Sein Begräbnis fand am 20. Mai 1924 auf dem Mont Calvery Cemetery in Las Vegas statt.